# 手代木隆吉

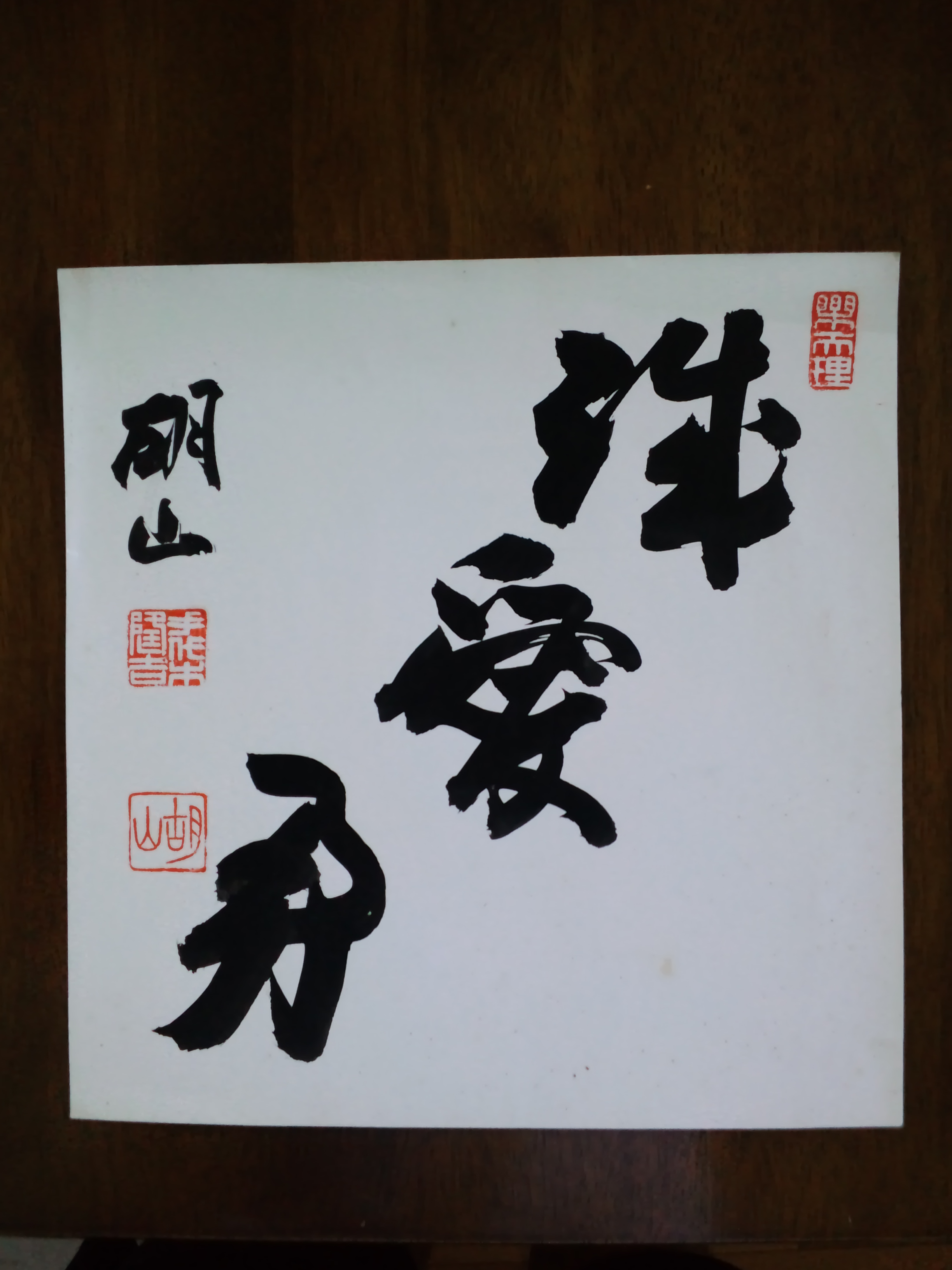

手代木 隆吉（てしろぎ りゅうきち、1884年（明治17年）1月30日 - 1967年（昭和42年）3月31日）は、日本の教育者・政治家・弁護士・実業家。衆議院議員（当選6回、日本進歩党）。北海道有珠郡紋鼈（現・北海道伊達市）出身。号は「胡山」。

## 経歴
父、要蔵。母、エミの長男として誕生。母の父が仙台藩亘理伊達家の藩士手代木順造。
明治4年の亘理伊達家の北海道移住に際し一家で渡道（当時エミは4歳）。後に太田家より要蔵を入婿で迎え手代木家より分家。
エミの兄（長男）は伊達、苫小牧などの戸長、村長を歴任した手代木茂篤（隆吉の叔父）
1906年（明治39年）北海道尋常師範学校（現在の北海道教育大学札幌校）卒業後、北海道の旧制小学校の訓導や校長を経て、1918年（大正7年）中央大学法学部卒業。1921年（大正10年）判事検事登用試験に合格。弁護士・弁理士事務所を開く。
1924年（大正13年）小選挙区制で実施された第15回衆議院議員総選挙に旧北海道第10区から憲政会公認で出馬して、衆議院議員に初当選。中選挙区制が導入された1928年（昭和3年）の第16回衆議院議員総選挙には旧北海道第4区から立憲民政党公認で出馬するものの次点に終わったが、1930年（昭和5年）の第17回衆議院議員総選挙に前回と同じく民政党公認で出馬しトップ当選で返り咲いてからは連続5回当選し、1934年（昭和9年）には岡田内閣の拓務参与官に就任した。政党解消後は翼賛議員同盟・翼賛政治会・大日本政治会に所属し、1942年（昭和17年）の第21回衆議院議員総選挙には翼賛政治体制協議会の推薦候補として出馬しトップ当選した。
終戦後は日政会の後身である進歩党の結党に参加し、幣原内閣の司法政務次官にも就任したが、翼賛選挙で翼賛政治体制協議会の推薦候補として当選したため公職追放。追放中は日本生活資材社長や松前タルク陶石社長等を歴任した。追放解除後も政治熱が冷めやらず、1952年（昭和27年）の第25回衆議院議員総選挙及び1953年（昭和28年）の第26回衆議院議員総選挙には改進党公認で、1955年（昭和30年）の第27回衆議院議員総選挙には日本民主党公認で、さらに1956年（昭和31年）の第4回参議院議員通常選挙にも緑風会公認でそれぞれ出馬したが落選し、政界に復帰することはなかった。

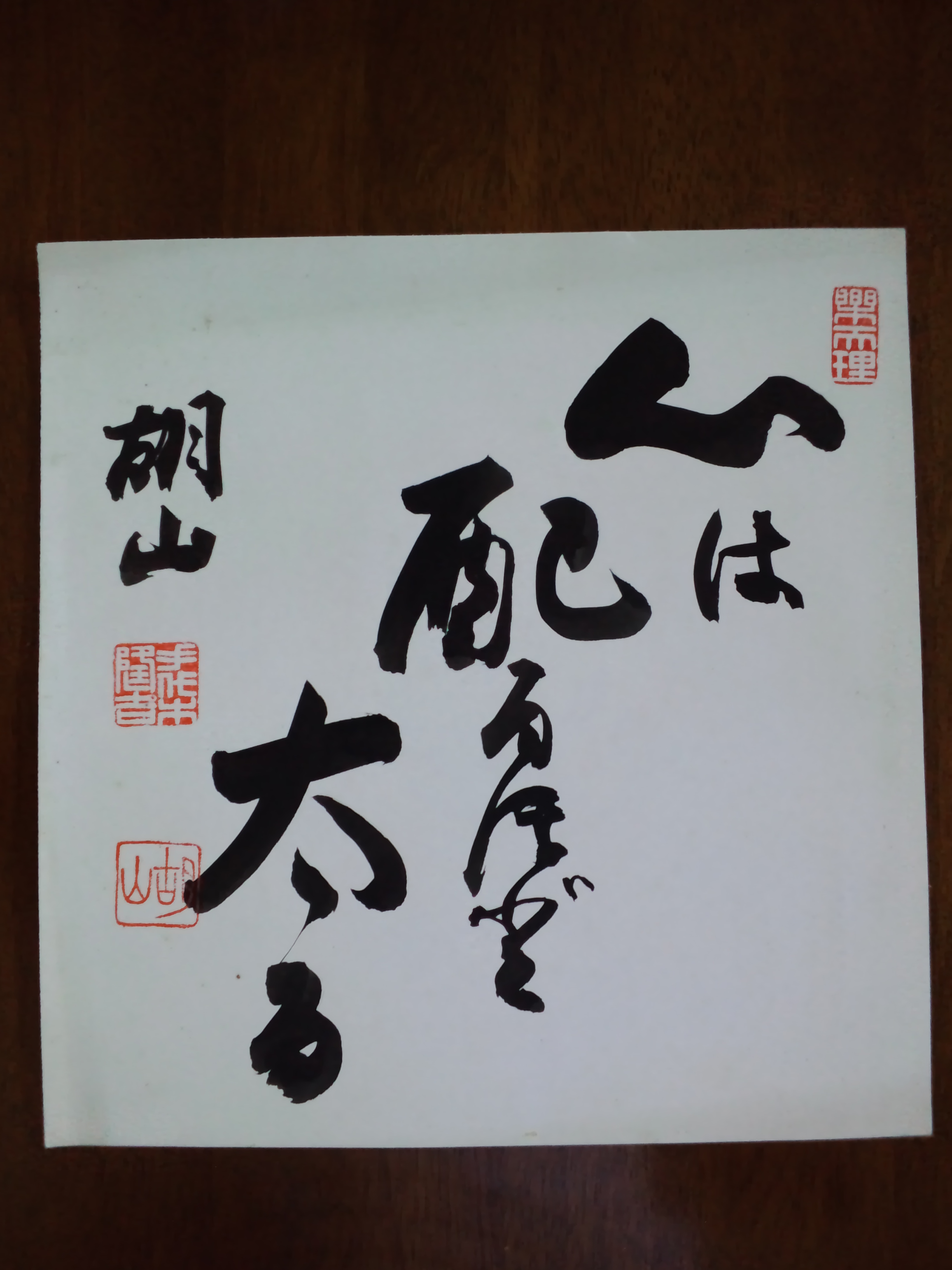

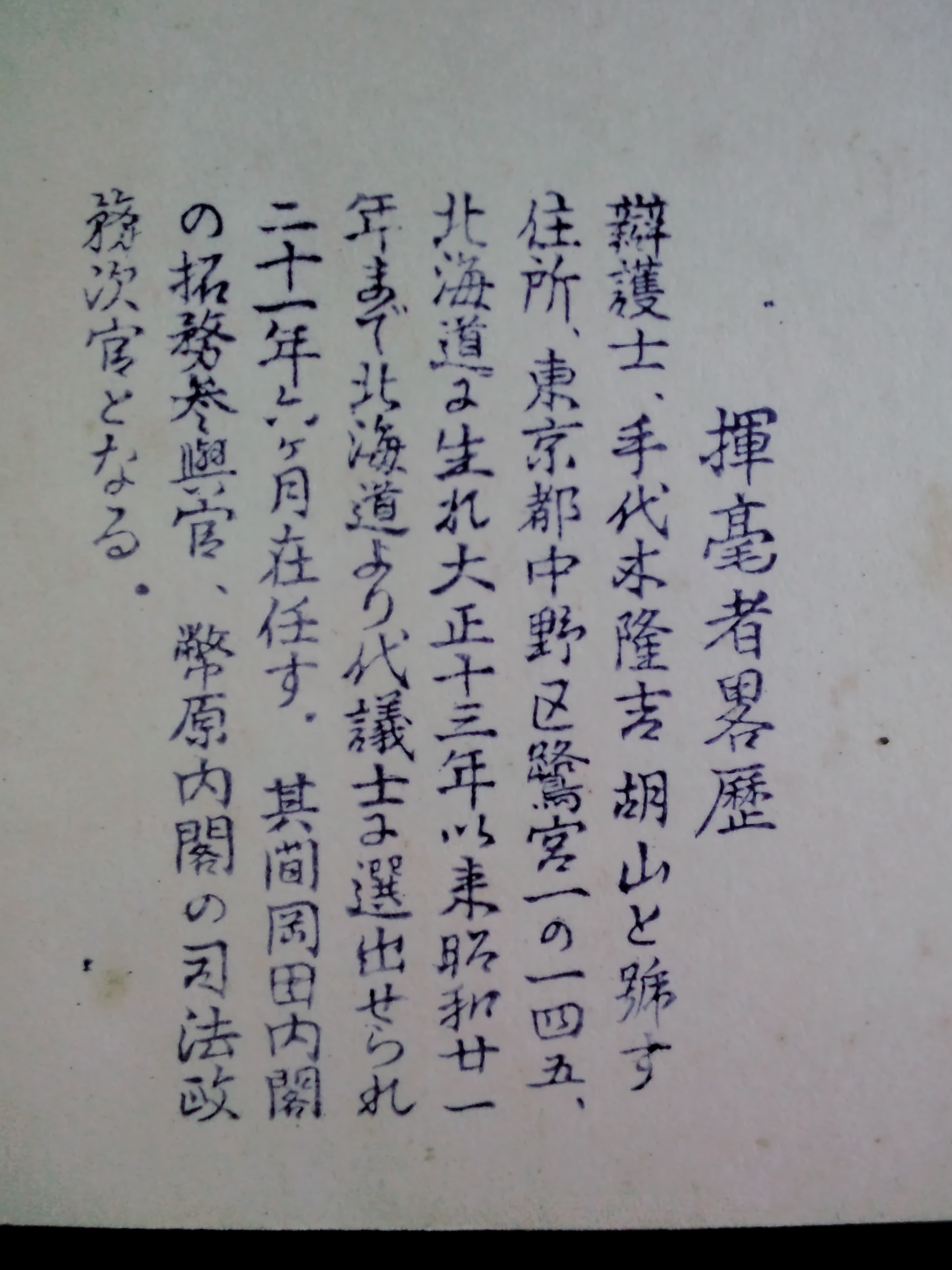